# Christian Dalle Mura
Christian Dalle Mura (Pietrasanta, 2 febbraio 2002) è un calciatore italiano, difensore  del Cosenza e della nazionale Under-21 italiana.

## Caratteristiche tecniche
Difensore centrale di piede mancino, veloce e dotato tecnicamente, è abile nell'impostazione della manovra; molto capace nel gioco aereo, è altresì bravo nel palleggio, sia negli appoggi corti che nei lanci lunghi. Duttile tatticamente e schierabile sia in una difesa a 3 che a 4, può essere impiegato anche come terzino; ha iniziato a giocare a calcio come centrocampista, prima di essere arretrato di ruolo a causa della notevole altezza. Ha dichiarato di ispirarsi ad Andrea Pirlo, mentre per le sue caratteristiche è stato paragonato ad Alessio Romagnoli.

## Carriera

### Club
Scoperto dal padre di Federico Bernardeschi, osservatore della società nella Versilia, è cresciuto nel settore giovanile della Fiorentina, esordisce in prima squadra il 2 agosto 2020, nella partita di Serie A vinta per 1-3 contro la SPAL. Il 22 gennaio 2021 viene ceduto a titolo temporaneo alla Reggina in Serie B.
Il 20 agosto seguente passa alla Cremonese, con cui tuttavia non colleziona alcuna presenza; rientrato ai Viola, il 6 gennaio 2022 si trasferisce al Pordenone.
Il 30 giugno 2022 viene ceduto in prestito alla SPAL in Serie B.
Tornato ai Viola, con cui non scende mai in campo nella prima parte della stagione 2023-2024, il 31 gennaio 2024 viene ceduto in prestito fino al termine della stagione alla Ternana.
Il 12 luglio 2024, viene acquistato a titolo definitivo dal Cosenza, sempre in Serie B, con cui sottoscrive un accordo triennale, con opzione per un'ulteriore stagione.

### Nazionale
Ha giocato in tutte le nazionali giovanili italiane comprese tra l'Under-15 e l'Under-20.
Il 4 giugno 2024 esordisce nella Nazionale Under-21, giocando la prima partita degli Azzurrini nel Torneo Maurice Revello, vinta per 4 a 3 contro i pari età del Giappone.

## Statistiche

### Presenze e reti nei club
Statistiche aggiornate al 9 maggio 2025.
| Stagione          | Squadra           | Campionato        | Campionato | Campionato | Coppe nazionali | Coppe nazionali | Coppe nazionali | Coppe continentali | Coppe continentali | Coppe continentali | Altre coppe | Altre coppe | Altre coppe | Totale | Totale |
| Stagione          | Squadra           | Comp              | Pres       | Reti       | Comp            | Pres            | Reti            | Comp               | Pres               | Reti               | Comp        | Pres        | Reti        | Pres   | Reti   |
| ----------------- | ----------------- | ----------------- | ---------- | ---------- | --------------- | --------------- | --------------- | ------------------ | ------------------ | ------------------ | ----------- | ----------- | ----------- | ------ | ------ |
| 2019-2020         | Fiorentina        | A                 | 1          | 0          | CI              | -               | -               | -                  | -                  | -                  | -           | -           | -           | 1      | 0      |
| 2020-gen. 2021    | Fiorentina        | A                 | 0          | 0          | CI              | 0               | 0               | -                  | -                  | -                  | -           | -           | -           | 0      | 0      |
| gen.-giu. 2021    | Reggina           | B                 | 9          | 0          | CI              | -               | -               | -                  | -                  | -                  | -           | -           | -           | 9      | 0      |
| 2021-gen. 2022    | Cremonese         | B                 | 0          | 0          | CI              | -               | -               | -                  | -                  | -                  | -           | -           | -           | 0      | 0      |
| gen.-giu. 2022    | Pordenone         | B                 | 17         | 0          | CI              | -               | -               | -                  | -                  | -                  | -           | -           | -           | 17     | 0      |
| 2022-2023         | SPAL              | B                 | 27         | 0          | CI              | 2               | 0               | -                  | -                  | -                  | -           | -           | -           | 29     | 0      |
| 2023-gen. 2024    | Fiorentina        | A                 | 0          | 0          | CI              | -               | -               | UECL               | -                  | -                  | SI          | -           | -           | 0      | 0      |
| Totale Fiorentina | Totale Fiorentina | Totale Fiorentina | 1          | 0          |                 | 0               | 0               |                    | 0                  | 0                  |             | 0           | 0           | 1      | 0      |
| gen.-giu. 2024    | Ternana           | B                 | 12+2       | 0          | CI              | -               | -               | -                  | -                  | -                  | -           | -           | -           | 14     | 0      |
| 2024-2025         | Cosenza           | B                 | 23         | 0          | CI              | 0               | 0               | -                  | -                  | -                  | -           | -           | -           | 23     | 0      |
| Totale carriera   | Totale carriera   | Totale carriera   | 89+2       | 0          |                 | 2               | 0               |                    | 0                  | 0                  |             | 0           | 0           | 93     | 0      |

## Palmarès

### Club

#### Competizioni giovanili
- Coppa Italia Primavera: 1

Fiorentina: 2019-2020